# Cascabel (pel·lícula)
Cascabel és una pel·lícula mexicana estrenada el 1977 dirigida per Raúl Araiza Cadena. Drama documental protagonitzat per: Ernesto Gómez Cruz, Heberto Castillo, Maribel Fernández La Pelangocha, Raúl Ramírez, Aarón Hernán, Norma Herrera.

## Producció
El rodatge va iniciar el 10 de maig de 1976 en locaciones de la Ciutat de Mèxic i l'estat de Chiapas. Es va estrenar l'1 de setembre de 1977 al cine Latino.

## Sinopsi
La cinta relata la història d'Alfredo, un director de cinema que és contractat per a realitzar un documental sobre els lacandons i els problemes que viu mentre es desenvolupa el rodatge. Destacant la falsedat del guió que ha de portar al peu de la lletra, situació que intenta canviar per la qual sofreix censura.

## Repartiment[4]
| Actor              | Personatge     |
| ------------------ | -------------- |
| Ernesto Gómez Cruz | Chankin        |
| Raúl Hernández     | Gómez Rul      |
| Aarón Hernán       | Miguel         |
| Héctor Gómez       | César Lugo     |
| Mario Casillas     | Jesús          |
| Sergio Jiménez     | Alfredo Castro |
| Silvia Mariscal    | actriz         |
| Margarita Gallegos | Margarita      |

## Premis
En la XX edició dels Premis Ariel va guanyar els premis a l'opera prima i a la millor edició.